# Formatge de tupí
El formatge de tupí, sovint anomenat simplement tupí, és un formatge pirinenc, originari de la Cerdanya, l'Alt Urgell i el Pallars. Juntament amb el llenguat de la regió, és uns dels pocs formatges d'origen autènticament català. Aquest formatge, molt tou i untuós, conté força greix. Es pot menjar amb pa de pagès i vins forts, perquè, igual que el llenguat, és força picant. També es pot fer servir per a preparar una crema per a acompanyar altres plats.

## Preparació
El formatge de tupí es prepara amb llet d'ovella, o també de vaca, i aiguardent o un altre licor. Es fa escalfar la llet una mica, fins a uns 35 °C. L'herba-col es dilueix a part dins de mig got d'aigua i s'afegeix a la llet, esperant fins que la llet sigui presa. Tot seguit es va prement el mató amb les mans fins a fer-li agafar forma de bola. Després de ficar el mató dins d'una formatgera, es va pitjant fins que no desprengui més líquid. S'esmolsa, es fica dins d'un tupí, i s'hi afegeix l'aiguardent. Després es va removent durant quatre o cinc dies.
Es deixa fins que la bullida fermenta, durant un mínim de dos mesos, per assolir la consistència desitjada. Hi ha qui hi afegeix oli d'oliva extra verge.